# Csaba László (Fußballtrainer)
Csaba László (* 13. Februar 1964 in Odorheiu Secuiesc, Rumänien) ist ein rumänisch-ungarischer Fußballtrainer und ehemaliger -spieler.

## Spielerkarriere
Csaba László wurde als Angehöriger der ungarischen Minderheit 1964 in Siebenbürgen geboren und dort begann auch seine fußballerische Laufbahn in der Jugend bei Progresul Odorhei und danach bei FC Unirea Cristur. Später spielte er zwischen 1984 und 1986 bei FC Szekelyudvarhely, ehe er nach Deutschland ging. Dort spielte er beim  Verein SpVgg Oberaußem-Fortuna (FV Mittelrhein) und wechselte dann zum TuS Grevenbroich und CfB Ford Niehl in Köln, ehe er zu den Profis von Bayer 05 Uerdingen ging (Saison 1989/90). Nach einer Saison wechselte er 1990 zum ungarischen Verein FC Volan und beendete seine Spielerkarriere bei BVSC Budapest 1991.

## Trainerkarriere
Als Trainer startete er wieder in Deutschland beim FC Borussia Buir und bei Blau-Weiß Kerpen und dem TuS Grevenbroich. Danach betreute er Borussia Mönchengladbach II und gilt hier als Entdecker der Talente Marcell Jansen, Eugen Polanski und Tobias Levels.
Im Januar 2004 wurde er Co-Trainer der Nationalmannschaft Ungarns unter dem deutschen Trainer Lothar Matthäus, doch schon im Juni 2004 wurde er Trainer des ungarischen Clubs Ferencváros Budapest. Nachdem er die Champions-League-Qualifikation gegen Sparta Prag verloren hatte, schlug sich seine Mannschaft im UEFA-Cup gut und eliminierte dort den FC Millwall und Heart of Midlothian und holte gegen den nächsten Gegner Feyenoord Rotterdam ein respektables 1:1, was ihm 2005 den Titel „Trainer des Jahres“ in Ungarn einbrachte. Als Ferencváros in finanzielle Probleme geriet, verließ er den Verein und ging zum FC Sopron. Nach wenigen Monaten dort verließ er den Verein wieder und wurde Nationaltrainer von Uganda. Seine Arbeit hier war so erfolgreich, dass er von der Presse vor Ort den Namen „The Miracle Man“ bekam und fortan Kult-Status in Uganda besaß.
Von Juli 2008 bis Januar 2010 war er Trainer des schottischen Erstligisten Heart of Midlothian und brach dafür seine Zelte in Uganda ab. Von September 2010 bis März 2011 war er Trainer des belgischen Vereins Sporting Charleroi.
Im Januar 2012 wurde Csaba László zum Cheftrainer der Litauischen Fußballnationalmannschaft, trat jedoch im September 2013 nach dem enttäuschenden Abschneiden in der Qualifikation zur Weltmeisterschaft 2014 von seinem Amt zurück.